# Tịnh độ chân tông

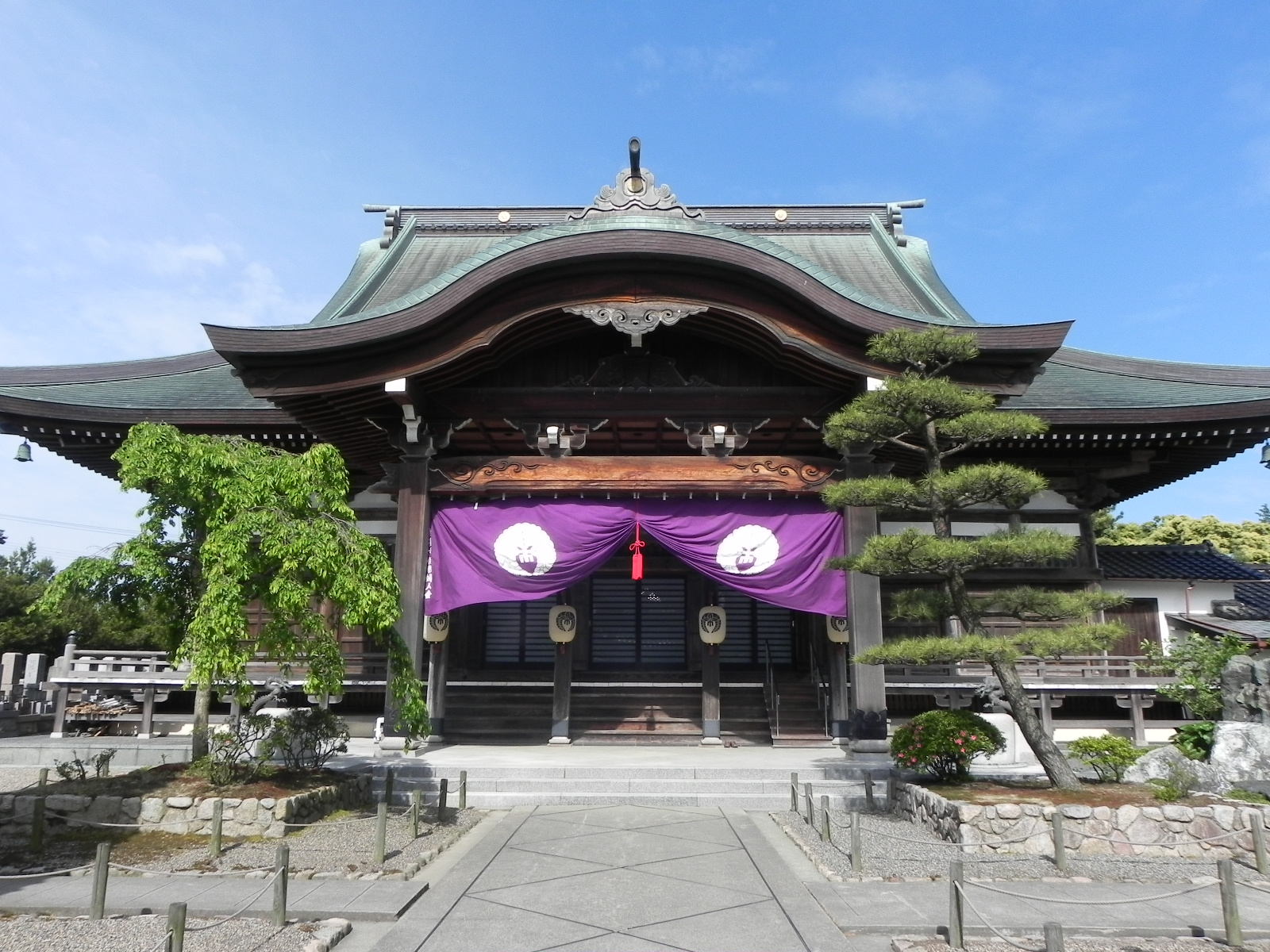
Tịnh độ chân tông

Tịnh độ chân tông (zh. 淨土真宗, ja. jōdo-shin-shū) là một nhánh của Tịnh Độ tông tại Nhật do Thân Loan (1173-1262) sáng lập. Tông phái này đặt trọng tâm vào Vô lượng thọ kinh (sa. sukhāvatīvyūha), bộ kinh với 48 đại nguyện của Phật A-di-đà. Giáo pháp của tông phái là chuyên trì tụng danh hiệu A-di-đà, với hi vọng sẽ được tái sinh ở cõi Cực lạc Tịnh độ, nhờ sức cứu độ của Phật. Vì vậy, yếu tố quan trọng nhất trong tông phái này là niềm tin kiên cố nơi Phật A-di-đà.
Tịnh độ chân tông là một giáo phái không có tăng đoàn mà chỉ có cư sĩ tại gia. Một đặc trưng quan trọng của tông phái này là các cấp lãnh tụ kế thừa theo phép cha truyền con nối. Ngày nay, Chân tông là hệ phái mạnh nhất ở Nhật với hai chi phái: Ōtani và Honganji, đều đặt chùa chính tại Kinh Đô (Kyōto). Hai chi phái này tách ra vào thế kỷ 17 vì bất đồng trong cách tụng niệm thờ cúng. Cả hai chi phái đều cho lập các viện đại học lớn.